# 4KDownload
4K Download é uma gama de programas shareware e multiplataforma desenvolvidos pela Open Media LLC, uma empresa com sede em Nizhny Novgorod, Rússia. Todos os aplicativos são executados em Mac, Windows e Linux. O 4K Download permite que os usuários baixem vídeos e áudio de sites de hospedagem de vídeo como YouTube, Facebook e Vimeo, façam backup de fotos do Instagram, criem e publiquem apresentações de slides e extraiam áudio de vídeo. O nome do projeto refere-se ao nome da resolução de vídeo de 4K.

## Programas
4K Download contém 6 programas:
- O 4K Video Downloader permite o download de vídeo, áudio, legendas e listas de reprodução do YouTube, Facebook, Vimeo, TikTok, Dailymotion e Metacafe.[3]
- O 4K Stogram faz backups de fotos do Instagram em um computador desktop.[4]
- 4K YouTube para MP3, que permite que vídeos hospedados online do YouTube e outros serviços de hospedagem selecionados sejam convertidos ou baixados no formato de áudio MP3.
- O 4K Slideshow Maker cria e publica apresentações de slides com o efeito Ken Burns. Tem detecção de rosto embutido.[5]
- Vídeo 4K para MP3 converte vídeos armazenados localmente no formato de áudio MP3.[6]
- O 4K Tokkit permite que o usuário salve em massa desafios, legendas, contas inteiras, hashtags e vídeos únicos do TikTok.

## Relações com código aberto
Os aplicativos usam bibliotecas e estruturas de código aberto: Qt, FFmpeg, boost. Antes da versão 3, estava disponível como software de código aberto.

## Baixador de vídeo
O 4K Video Downloader é um software multiplataforma para baixar vídeo e áudio de sites populares do YouTube, Vimeo, Dailymotion, Facebook, Flickr e Metacafe. Ele suporta os seguintes formatos de saída: MP4, MKV, OGG Theora, MP3, M4A. O programa permite que um usuário baixe canais, playlists e legendas, bem como uma função de assinatura, que baixa automaticamente novos vídeos à medida que são lançados em um canal do YouTube especificado pelo usuário.
Recursos:
- Download de playlists.
- Baixar legendas incorporadas e legendas adicionais em diferentes idiomas, como arquivos .srt.
- Baixar listas de reprodução.
- Sites suportados incluem Dailymotion, Facebook, Flickr, Metacafe, SoundCloud, Vimeo e YouTube.
- Opções de qualidade de vídeo incluem 4K, 8K, alta resolução, baixa resolução e resolução padrão.
- Formatos de vídeo suportados: MP4, MKV, FLV, 3GP.
- Formatos de áudio suportados: MP3, M4A, OGG.
- O 4K Video Downloader foi apresentado na Steam GreenLight Community para votação e recebeu cerca de 1.500 votos.[11]

Recursos Adicionais:
- Modo Inteligente que permite aos usuários baixar vídeos com um clique, aplicando as configurações selecionadas para todos os downloads adicionais.
- Preferências permitem escolher a qualidade do download, limitar a velocidade de download, adicionar números aos nomes de arquivos na lista de reprodução e criar arquivos .m3u para listas de reprodução baixadas.
- Integração direta de vídeos e áudios baixados no iTunes.
- Ignorar duplicatas na lista de reprodução.
- Adicionar legendas aos vídeos se disponíveis.
- Pesquisar tags de áudio com base no título da música.
- Reproduzir um som quando o download estiver concluído.
- Alterar proxy para baixar vídeos bloqueados.
- Por favor, note que algumas funcionalidades podem variar com base na versão específica do aplicativo.

### Desenvolvimento
O 4K Video Downloader foi originalmente desenvolvido na linguagem de programação C++ com framework Qt usando bibliotecas como Boost, FFmpeg, OpenCV, OpenSSL, LAME e PortAudio. 